# Krusovica
Krusovica románul: Crușovița, falu Romániában, a Bánságban, Krassó-Szörény megyében.

## Fekvése
Szikesfalu (Sicheviţa) mellett fekvő település.

## Története
Krusovica (Cruşoviţa) korábban Szikesfalu (Sicheviţa) része volt. 1956-ban vált külön településsé 339 lakossal.
1966-ban 276 román lakosa volt. 1977-ben 211 lakosából 210 román volt, az 1992-es népszámláláskor 106 román, 2002-ben pedig 106 lakosából 103 román volt.